# Medaille für vorbildlichen Grenzdienst
Die Medaille für vorbildlichen Grenzdienst war eine staatliche Auszeichnung  der Deutschen Demokratischen Republik (DDR), welche in Form einer tragbaren Medaille verliehen wurde.

## Geschichte
Die Medaille wurde vor dem Mai 1953 durch den Ministerrat der DDR gestiftet. Insbesondere Personen, die Fluchtversuche an der Berliner Mauer oder der innerdeutschen Grenze verhinderten, bekamen die Medaille – auch wenn es dabei zu Todesopfern kam.
Die erste Verleihung fand am 30. Mai 1953 statt. Ihre Verleihung erfolgte an Angehörige der Grenztruppen der DDR sowie an Zivilpersonen für „vorbildliche Leistungen und persönliche Einsatzbereitschaft bei der Sicherung der Staatsgrenze der DDR“. Ferner auch für besondere Verdienste bei der Erhöhung der Gefechtsbereitschaft sowie bei der Erfüllung von Ausbildungsaufgaben. Auch eine Anzahl von Künstlern, die Volkskunstzirkel in Einheiten der Grenztruppen leiteten, erhielt die Medaille.
Eine niedriger angesetzte Auszeichnung war das „Leistungsabzeichen der Grenztruppen“.
Die Verleihung erfolgte mit Urkunde und Prämie durch den Stellvertreter des Ministers für Nationale Verteidigung und Chefs der Grenztruppen der DDR anlässlich des Tages der Grenztruppen am 1. Dezember bzw. unmittelbar nach einem verhinderten Grenzdurchbruch oder der Erschießung eines Flüchtlings.
Von den Absolventen der Hochschule des Ministeriums für Staatssicherheit trugen etwa 13 Prozent die Medaille. Nach der deutschen Wiedervereinigung wurden einige der Träger für ihre prämierten Handlungen von deutschen Gerichten verurteilt.

## Aussehen und Trageweise

### Erste Form
Die erste Form dieser Medaille, die von 1953 bis 1955 verliehen wurde, hatte einen Durchmesser von 35 mm und zeigt auf ihrem Avers mittig die erhaben geprägte dreizeilige Inschrift:
Umschlossen wurde diese Inschrift von zwei unten gebundenen nach oben gebogenen Ähren die oben mittig mit der Umschrift •D•D•R• abschlossen. Das Revers der Medaille war glatt und zeigte unten mittig oder leicht versetzt die eingeschlagene vierstellige Verleihungsnummer. Getragen wurde die Medaille an der linken oberen Brustseite an einer 21 mm breiten dunkelgrün bezogenen pentagonalen Spange, in die senkrecht zwei 1,5 mm breite rote Streifen eingewebt waren, die 1,5 mm vom Saum entfernt standen.

### Zweite Form
Von 1955 bis 1956 erschien die Medaille in leicht modifizierter Form. Auf der Rückseite war keine Nummer eingeprägt und das Ordensband war farblich etwas in hellerem grün gehalten.

### Letzte Form
Die letzte Form der Medaille ab 1956 zeigte eine veränderte Gestaltung des Avers. Statt der Inschrift wurde mittig ein Grenzsoldat mit einem Fernglas in den Händen und einer umgehängter Maschinenpistole dargestellt. Dahinter war links versetzt ein Grenzpfahl der DDR mit Staatswappen zu erkennen. Die Umschrift im oberen Halbkreis lautete:
FÜR VORBILDLICHEN GRENZDIENST
Das Revers zeigte ganzflächig das Staatswappen der DDR. Getragen wurde auch diese Medaille an der linken oberen Brustseite einer 46 × 35 mm großen pentagonalen Spange, die zunächst auch noch dunkelgrün und später hellgrün war. Auf dem Band waren wie beim Vorgänger zwei allerdings nur 1 mm breite rote Streifen eingewebt, deren Abstand zum Saum 1,5 mm beträgt.